# NGC 5180
NGC 5180 ist eine 13,0 mag helle Linsenförmige Galaxie vom Hubble-Typ S0 im Sternbild Haar der Berenike am Nordsternhimmel. Sie ist schätzungsweise 300 Millionen Lichtjahre von der Milchstraße entfernt und hat einen Durchmesser von etwa 155.000 Lichtjahren.

Im selben Himmelsareal befinden sich u. a. die Galaxien NGC 5151, NGC 5172, IC 894.
Das Objekt wurde am 21. März 1784 von Wilhelm Herschel mit einem 18,7-Zoll-Spiegelteleskop entdeckt, der sie dabei mit „three small stars with suspected nebulosity, 240 power left some doubt“ beschrieb.